# Vuotnajaure (Jokkmokks socken, Lappland)
Vuotnajaure är en sjö i Jokkmokks kommun i Lappland och ingår i Råneälvens huvudavrinningsområde. Sjön har en area på 0,83 kvadratkilometer och ligger 313 meter över havet. Sjön avvattnas av vattendraget Harrbäcken.

## Delavrinningsområde
Vuotnajaure ingår i det delavrinningsområde (739297-172119) som SMHI kallar för Ovan 739393-172249. Medelhöjden är 332 meter över havet och ytan är 6,54 kvadratkilometer. Det finns inga avrinningsområden uppströms utan avrinningsområdet är högsta punkten. Harrbäcken som avvattnar avrinningsområdet har biflödesordning 3, vilket innebär att vattnet flödar genom totalt 3 vattendrag innan det når havet efter 136 kilometer. Avrinningsområdet består mestadels av skog (67 procent) och sankmarker (12 procent). Avrinningsområdet har 0,97 kvadratkilometer vattenytor vilket ger det en sjöprocent på 14,8 procent.